# بوبي جونز (لاعب كرة قدم أمريكية أمريكي)
بوبي جونز (بالإنجليزية: Bobby Jones)‏ هو لاعب كرة قدم أمريكية أمريكي، ولد في 30 مارس 1912، وتوفي في 25 مارس 1999.